# جورج فوينوفيتش
جورج فوينوفيتش (بالإنجليزية: George Voinovich)‏ (و. 1936 – 2016 م) هو سياسي، ومحامي من الولايات المتحدة الأمريكية . ولد في كليفلاند، أوهايو . كان عضو مجلس الشيوخ الأمريكي، عن ولاية أوهايو (3 يناير 1999–3 يناير 2011)، وحاكم ولاية أوهايو (14 يناير 1991–31 ديسمبر 1998)، ونائب حاكم ولاية أوهايو (8 يناير 1979–نوفمبر 1979)، وعضو مجلس نواب أوهايو (3 يناير 1967–15 ديسمبر 1971) .
وهو عضو في الحزب الجمهوري .
توفي في كليفلاند، أوهايو .

## التعليم
تعلم في جامعة أوهايو، وجامعة ولاية أوهايو، وكلية موريتز للقانون

## جوائز
حصل على جوائز منها:
- وسام النجوم الثلاثة.

| المناصب السياسية  | المناصب السياسية                     | المناصب السياسية     |
| ----------------- | ------------------------------------ | -------------------- |
| سبقه جون غلين     | عضو مجلس الشيوخ الأمريكي 1999 - 2011 | تبعه Rob Portman     |
| سبقه Dick Celeste | حاكم ولاية أوهايو 1991 - 1998        | تبعه Nancy Hollister |
| سبقه              | نائب حاكم ولاية أوهايو 1979 - 1979   | تبعه                 |
| سبقه              | عضو مجلس نواب أوهايو 1967 - 1971     | تبعه Edward Ryder    |